# Recilia antea
Recilia antea är en insektsart som beskrevs av Rauno E. Linnavuori 1969. Recilia antea ingår i släktet Recilia och familjen dvärgstritar. Inga underarter finns listade i Catalogue of Life.